# Grodzisko Dolne
Grodzisko Dolne est une localité polonaise, siège de la gmina de Grodzisko Dolne, située dans le powiat de Leżajsk en voïvodie des Basses-Carpates.